# アレクサンデル・モイゼス

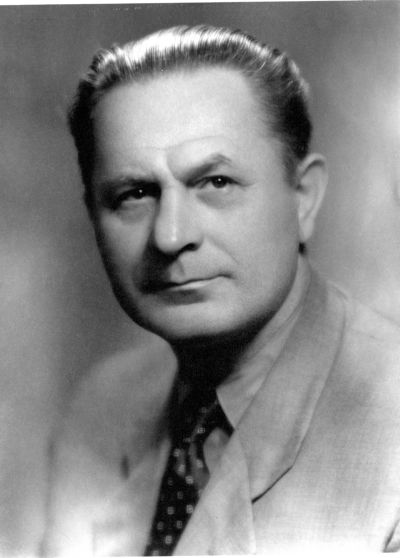
アレクサンデル・モイゼス

アレクサンデル・モイゼス（Alexander Moyzes、1906年9月4日 - 1984年11月20日）はスロバキアの 作曲家。
モイゼスはスロバキア北部の音楽家の家系に生まれ、父親は作曲家で教育者のミクラーシュ・モイゼスだった。1925年にプラハ音楽院に入学し、オルガンと指揮と作曲を学んだ。1929年に卒業した後は、ヴィーチェスラフ・ノヴァークのマスタークラスで勉強し「管弦楽のための序曲」を作曲した。ノヴァークから創作の源としてスロバキア音楽に着目するよう示唆を受けた。
1929年、ブラチスラヴァのスロバキア音楽演劇学校の教授に任命された。ナチス・ドイツの傀儡国家であるスロバキア共和国（第一次）発足後の1941年にはブラチスラヴァ音楽院の作曲科の教授に任命され、戦前のラジオジャーナル有限責任会社が分割されたスロバキア国内の国策ラジオ局、スロバキア放送企業体有限責任会社（現・スロバキア放送）の音楽アドバイザーも務めた。戦後共産党が政権を掌握した1948年に辞職。その後ブラチスラヴァ音楽学校の教授となり、3世代にわたるスロバキア人作曲家を教えた。
エウゲン・スホニュ、ヤーン・ツィケルとともにその時代のスロバキア音楽の重要な作曲家とみなされている。彼の作曲のスタイルはスロバキアの要素にこだわったものだったが、晩年には西欧の現代音楽の要素も取り入れている。